# Referendo na Suíça em maio de 2009
O referendo na Suíça em maio de 2009 foi realizado no dia 17 e tratou de dois temas distintos:
- a introdução de passaportes biométricos;
- a inclusão da medicina alternativa entre os direitos constitucionais dos cidadãos suíços.

A introdução do passaporte biométrico foi aprovada por uma margem de apenas 5.504 votos, com 50,1% dos eleitores a favor da proposta. Este resultado foi o mais apertado em uma votação desde 1848. A proposta foi rejeitada em 15 dos 26 cantões.
A inclusão da medicina alternativa entre os direitos constitucionais do país foi aprovada com uma vasta maioria, com 67% dos eleitores a favor. Esta proposta foi aprovada em todos os 26 cantões  do país, mas ainda não se sabe como será sua implementação na prática.
A participação na votação foi fraca; apenas 38,3% dos eleitores cadastrados foram às urnas, contra 51,4% no referendo de 9 de fevereiro de 2009.